# Opština Tearce

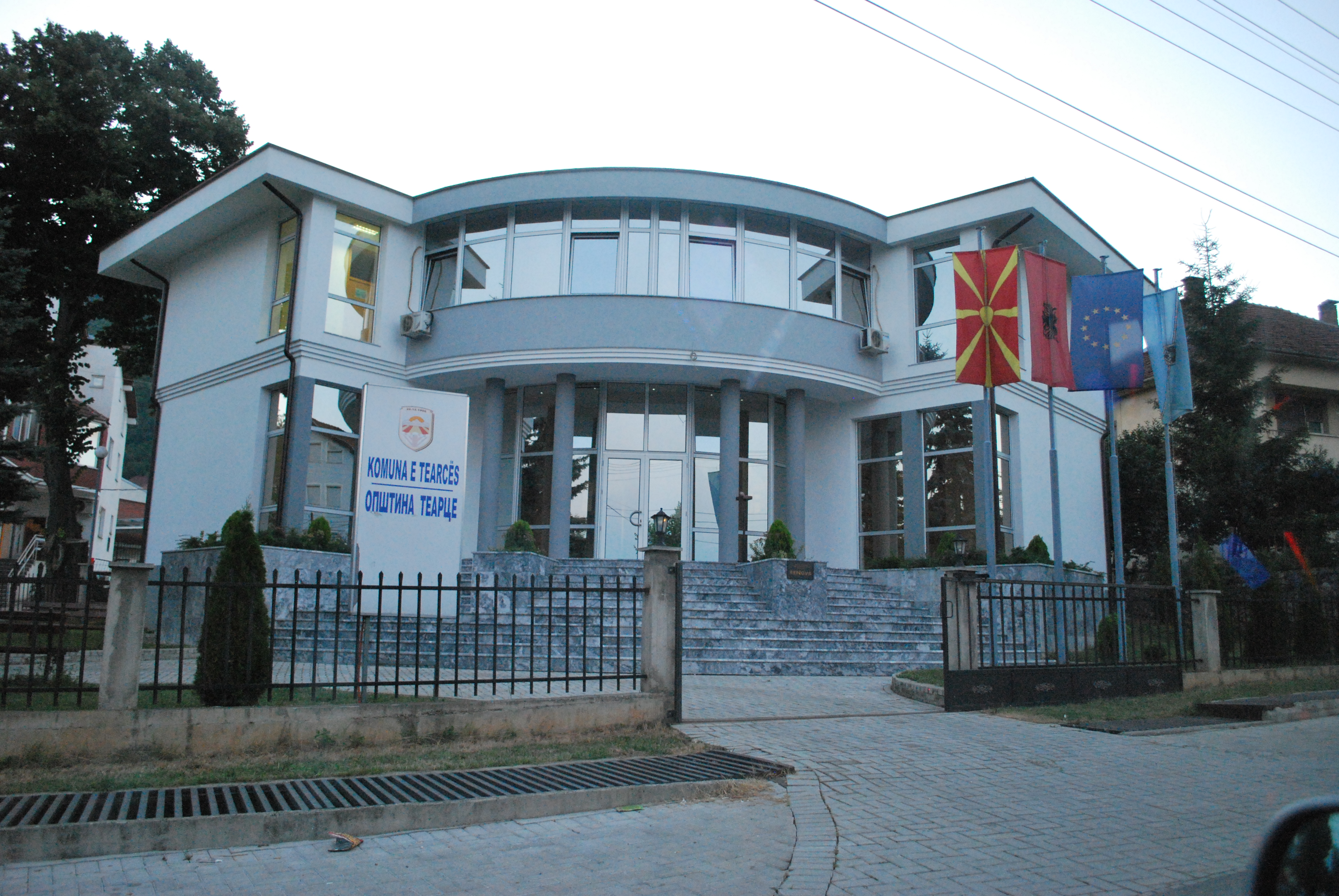
Rathaus der Gemeinde

Die Opština Tearce (mazedonisch Општина Теарце; albanisch Komuna e Tearcës) ist eine Gemeinde im Nordwesten von Nordmazedonien. 

## Lage
Im Norden grenzt sie an den Kosovo (Gemeinden Prizren und Štrpce), im Osten und Süden an Jegunovce und im Westen an die Gemeinde Tetovo. 

## Gemeindegliederung
Die Gemeinde Tearce gliedert sich in folgende 13 Dörfer:
- Brezno
- Dobrošte
- Glogji
- Jelošnik
- Lešok
- Neprošteno
- Nerašte
- Odri
- Pršovce
- Prvce
- Slatino
- Tearce
- Varvara

Bürgermeister ist Isen Asani.